# Фіннахта Білосніжний
Фіннахта Білосніжний — (ірл. — Fínnachta) — він же: Елім Фінахта, Еллім Сніжне Вино — верховний король Ірландії. Син верховного короля Ірландії Оллама Фотли (ірл. — Ollom Fotla). Час правління (згідно середньовічної ірландської історичної традиції): 913—895 до н. е. (згідно «Історії Ірландії» Джеффрі Кітінга) або 1378—1258 до н. е. згідно хроніки Чотирьох Майстрів. Його прізвище складається з двох слів — Fín — вино та snechta — сніг. Тобто, його прізвище можна перекласти як Сніжне Вино, Вино Снігу. Існує легенда, що під час його правління падав сніг, що після танення перетворився в вино. Спочатку ім'я його було Елім (ірл. — Elim). Прийшов до влади після того як його батько помер від старості. Правив Ірландією протягом 20 чи 18 років. Помер від чуми на рівнині Маг Ініс (ірл. — Mag Inis), що в Уладі (Ольстері). Трон успадкував його брат Сланолл (ірл. — Slánoll).